# Julian Phillips
Julian Phillips (Killeen, 5 de novembro de 2003) é um jogador norte-americano de basquete profissional que atualmente joga pelo Chicago Bulls da National Basketball Association (NBA).
Ele jogou basquete universitário pela Universidade de Tennessee e foi selecionado pelo Boston Celtics como a 35ª escolha geral no draft da NBA de 2023.

## Carreira no ensino médio
Phillips nasceu em Killeen, Texas, e mudou-se para Columbia, Carolina do Sul, na terceira série, depois que seus pais, que serviam no Exército dos Estados Unidos, foram destacados para Fort Jackson. Inicialmente, frequentou a Blythewood High School em Blythewood, Carolina do Sul. Phillips transferiu-se para a Link Prep em Branson, Missouri, após o terceiro ano. Ele jogou no McDonald's All-American Boys de 2022 durante seu último ano.
Phillips foi um recruta de cinco estrelas consensual e um dos 20 melhores jogadores da classe de 2022, de acordo com os principais serviços de recrutamento. Ele inicialmente se comprometeu a jogar basquete universitário na LSU, recebendo ofertas de Florida State, Tennessee e USC no início de seu último ano e assinando uma Carta Nacional de Intenções durante o período de inscrição antecipada. Após a demissão do treinador da LSU, Will Wade, Phillips solicitou e recebeu uma liberação e reabriu seu recrutamento. Ele acabou se comprometendo a jogar em Tennessee depois de considerar ofertas de South Carolina e Auburn. Phillips também considerou jogar profissionalmente na G-League.

## Carreira universitária
Phillips iniciou sua temporada de calouro em Tennessee como ala titular. Ele jogou em 32 jogos como calouro e teve médias de 8,3 pontos e 4,7 rebotes. Após a temporada, Phillips se declarou para o draft da NBA de 2023, mantendo sua elegibilidade. Depois de participar do combine do draft da NBA e receber feedback positivo, ele decidiu permanecer no draft.

## Carreira profissional
Phillips foi selecionado com a 35ª escolha geral no draft da NBA de 2023 pelo Boston Celtics e logo foi negociado com o Chicago Bulls.

## Estatísticas da carreira

### NBA

#### Temporada regular
| Ano     | Equipe  | PJ | PT | MPJ | AP   | 3P   | LL   | RT | AS | BR | TO | PPJ |
| ------- | ------- | -- | -- | --- | ---- | ---- | ---- | -- | -- | -- | -- | --- |
| 2023-24 | Chicago | 40 | 0  | 8.1 | .416 | .316 | .684 | .9 | .3 | .2 | .2 | 2.2 |

### Universidade
| Ano     | Equipe    | PJ | PT | MPJ  | AP   | 3P   | LL   | RT  | AS  | BR  | TO  | PPJ |
| ------- | --------- | -- | -- | ---- | ---- | ---- | ---- | --- | --- | --- | --- | --- |
| 2022-23 | Tennessee | 32 | 25 | 24.1 | .411 | .239 | .822 | 4.7 | 1.4 | 0.6 | 0.5 | 8.3 |